# NGC 572
NGC 572 is een lensvormig sterrenstelsel in het sterrenbeeld Beeldhouwer. Het hemelobject werd op 4 september 1834 ontdekt door de Britse astronoom John Herschel.

## Synoniemen
- PGC 5508
- ESO 296-31
- MCG -7-4-9